# Listă de filme rusești din 2015
Aceasta este o listă de filme produse în Rusia în 2015:
| Titlul în engleză        | Titlul în rusă              | Regizor              | Gen                                                            | Note                                                                               |
| ------------------------ | --------------------------- | -------------------- | -------------------------------------------------------------- | ---------------------------------------------------------------------------------- |
| Prizrak                  | Призрак                     | Aleksandr Voytinskiy | comedie                                                        | Cu Fedor Bondarchuk                                                                |
| Pioneer Heroes           | Пионеры-герои               | Natalia Kudryashova  | dramatic                                                       |                                                                                    |
| Under Electric Clouds    | Под электрическими облаками | Aleksei German       | dramatic                                                       | Cu Chulpan Khamatova și Merab Ninidze                                              |
| Al Șaptelea Fiu          | Седьмой сын                 | Sergei Bodrov        | film fantastic                                                 | Coproducție ruso-americană. Programat să apară 3-D și IMAX 3D la 6 februarie 2015. |
| Two Women                | Две Женщины                 | Vera Glagoleva       | istoric, dramatic                                              | Cu Ralph Fiennes și Aleksander Baluev                                              |
| Snow Queen 2             | Снежная королева 2          | Alexey Tsitsilin     | animație, produs de Wizart Animation și Bazelevs Distribution  |                                                                                    |
| Soulless 2               | «Духless 2»                 | Roman Prygunov       | dramatic, thriller, produs de KinoSlovo și Art Pictures Studio | Co-produs cu Feodor Bondarchuk                                                     |
| Battalion                | Батальонъ                   | Dmitriy Meshiev      | istoric                                                        |                                                                                    |
| The Dawns Here Are Quiet | А зори здесь тихие          | Renat Davletyarov    | film de război                                                 | Ecranizare a unui roman omonim de Boris Vasilyev                                   |
| Battle for Sevastopol    | Битва за Севастополь        | Sergey Mokritskiy    | război                                                         | Bazat pe viața Lyudmila Pavlichenko și co-produție cu Ucraina.                     |
| Savva: Warrior's Heart   | Савва. Сердце воина         | Maksim Fadeyev       | animație, produs de Glukoza Production                         |                                                                                    |
| The Teacher              | Училка                      | Alexey Petrukhin     | dramatic                                                       | Cu Irina Kupchenko, Anna Churina și Andrei Merzlikin                               |